# La figlia di Iorio (opera)

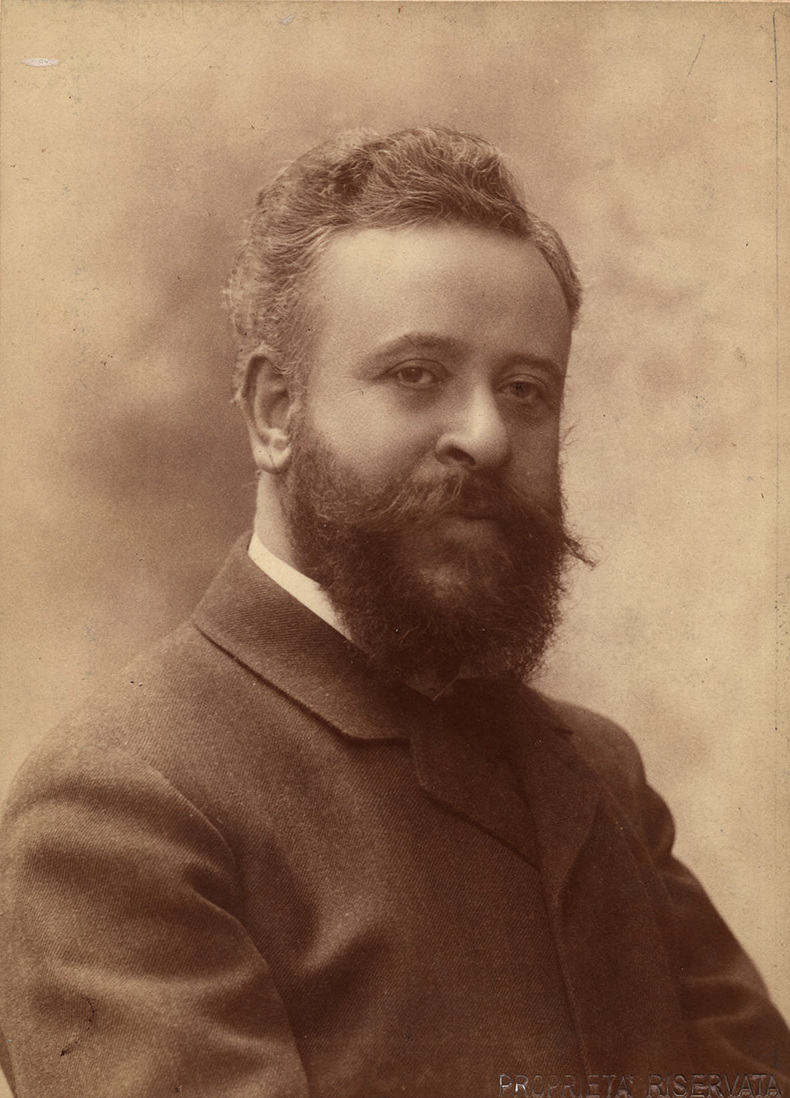
Alberto Franchetti

La figlia di Iorio (Iorios dotter), ibland benämnd La figlia di Jorio, är en opera i tre akter med musik av Alberto Franchetti och libretto av Gabriele D'Annunzio. Operan hade premiär den 29 mars 1906 på La Scala i Milano dirigerad av Leopoldo Mugnone.

## Historia
Librettot ligger nära D'Annunzios pjäs med samma namn. Även om pjäsen, som hade haft premiär två år tidigare, ansågs som ett av D'Annunzios största verk, nådde inte operan upp till samma jämförbara framgång och har endast sparsamt uppförts sedan premiären.

## Personer
| Roller                | Röstläge    | Premiärbesättning 29 mars 1906 |
| --------------------- | ----------- | ------------------------------ |
| Aligi                 | tenor       | Giovanni Zenatello             |
| Candia della Leonessa | mezzosopran | Eleonora de Cisneros           |
| Crocifero             | bas         | Libero Ottoboni                |
| Favetta               | mezzosopran | Maria Bastia Pagnoni           |
| Ienne dell'Eta        | bas         | Mansueto Gaudio                |
| Lazaro di Roio        | baryton     | Eugenio Giraldoni              |
| Mielitore             | bas         | Adamo Didur                    |
| Mila di Codra         | sopran      | Angelica Pandolfini            |
| Ornella               | sopran      | Adele D'Albert                 |
| Splendore             | sopran      | Teresina Ferraris              |

## Handling

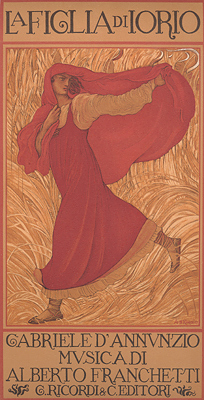
Affisch

Berättelsen utspelar sig i den lilla staden i Abruzzo: Lama dei Peligni. Nära Grotta del Cavallone bor en rik familj i armod: Sangro från Roio del Sangro. Fadern Lazaro di Roio är glad för att hans unga son Aligi ska gifta sig med en rik kvinna i landet. Men bröllopet avbryts av invånarna i Lama, som rasande angriper en flicka. Flickan som heter Mila anklagas av folkets vidskepelse för att vara en häxa, och kommer därför sannolikt att dömas till döden. Aligi jagar bort människorna, då han är kär i henne. Så bryter den unge mannen äktenskapet och Lazaro förbannar honom. Aligi och Mila går för att leva i exil i grottan, hatade av alla människor, och planerar att lämna landet. Men Aligi är för fattig och reser till Rom för att vädja till påven. När Aligi återvänder upptäcker han att invånarna i Lama Peligni har brände Mila levande under hans frånvaro.